# Antoine Berset
Antoine Berset est un religieux et historien spécialiste de Laval et de la Mayenne.

## Histoire

### Origine
Les Berset vinrent, dit-on, des Flandres, en 1290, à la suite de Béatrix de Gavre, lorsqu'elle épousa Guy IX de Laval. Ce qui est certain, c'est qu'on trouve leur famille installée dès cette époque à Laval, où leur postérité s'est continuée jusqu'au XIXe siècle. Les Armes des Berset étaient: d'azur à la bande de gueules chargée d'une rangée de losanges d'argent, accomp. en chef de trois étoiles d'or en orle et en pointe d'un lion d'argent.
Antoine Berset est le fils de Pierre Berset et de Jeanne Fauveau.

### Biographie
Vicaire de Saint-Vénérand, il posa la première pierre de la voûte d'une des chapelles de l'église Saint-Vénérand de Laval en 1604.
En 1605, il posa la première pierre de la chapelle de Saint-Jérôme et contribua à l'établissement du séminaire de Saint-Vénérand et participa à la fondation de la Confrérie du Saint-Sacrement de Laval en 1605. Son testament, passé en 1612 devant Croissant, contient une clause originale : « Je veux, dit-il, qu'il soit paié à mes amis la somme de 60 sols à leur esjouir ensemble à boire et manger honnestement, à la charge que telle assistance, départant d'ensemble, diront : Requiescant in pace. Dieu veuille faire pardon en particulier à l'âme de défunt maistre Antoine Berset ».

### Nécrologe Berset
Antoine Berset est l'auteur du Nécrologe Berset, utilisée par Louis-Julien Morin de la Beauluère qui possédait dans ses archives un manuscrit qui a pour titre: « Papier pour inscripre les noms et soubs noms des habitants de la paroisse de Saint-Vénérand, inscripts par Antoine Berset prêtre, vicaire en la dicte église et commencée par defunct René Ribay. habitant de ladite paroisse le oeufviesme jour de janvier 1579, comme ou voira cy après, depuis, continué par Charles Le Breton, prêtre de ladite église (juin 1631.) » .
Il s'agit pour l'Abbé Angot d'un registre curieux, commencé par René Ribay, en 1579, et continué par Charles Lebreton, mais dont la plus grande partie lui appartient : Il contient beaucoup de faits curieux pour l'histoire de Laval. J'ai vu aussi un cahier volumineux contenant les cours de catéchisme qu'il faisait à la paroisse. Il était chargé d'enseigner le chant aux choristes. 
Ce manuscrit contient, en marge, la relation de nombreux faits de tous genres, intéressant la ville de Laval, ses habitants, et les faits principaux qui se passèrent en Mayenne à cette époque.

## Source
- « Antoine Berset », dans Alphonse-Victor Angot et Ferdinand Gaugain, Dictionnaire historique, topographique et biographique de la Mayenne, Laval, A. Goupil, 1900-1910 [détail des éditions] (BNF 34106789, présentation en ligne)